# Loïc Bigois
Loïc Bigois, né le 19 septembre 1960 à Aix-en-Provence, est un ingénieur français aérodynamicien travaillant dans le domaine de la Formule 1.

## Biographie
Après des études d'ingénieur à Paris et à Aix-en-Provence au sein du Conservatoire national des arts et métiers, Loïc Bigois déménage à Toulouse et travaille pour l'industrie aérospatiale. Recruté par l'équipe de Formule 1 Ligier en 1990, il travaille pendant plusieurs années pour des équipes de milieu de plateau. Il retourne chez Ligier à la fin des années 1990 et reste designer en chef lorsque l'équipe devient Prost Grand Prix. Il est recruté par la Scuderia Minardi pour devenir le responsable de l'aérodynamique à la mi-saison 2001.
En 2003, il remplace Antonia Terzi en tant que responsable de l'aérodynamique chez Williams F1 Team. Bigois travaille aux côtés de Jörg Zander, qui remplace Gavin Fisher en tant que designer en chef en septembre 2005. Les deux hommes sont sous la responsabilité du directeur technique Sam Michael.
Le 2 juillet 2007, il annonce rejoindre l'équipe Honda Racing F1 Team et est suspendu de ses fonctions par Williams.
En 2009, Ross Brawn rachète l'équipe Honda qui cesse ses activités et fonde Brawn GP Formula One Team. Bigois garde son rôle de responsable de l'aérodynamique. Brawn GP remporte les titres de champion du monde des pilotes avec Jenson Button et le championnat du monde des constructeurs. Bigois est récompensé par le titre Dino Toso d'aérodynamicien de l'année,.
L'équipe, rachetée par Mercedes, devient Mercedes Grand Prix. Bigois reste en poste puis décide de quitter l'écurie en juin 2012. Toujours contractuellement lié à Mercedes Grand Prix, Bigois doit prendre un congé.
Il rejoint ensuite la Scuderia Ferrari en tant que responsable de l'aérodynamique.